# Démographie du Morbihan
La démographie du Morbihan est caractérisée par une densité moyenne.
Avec ses 776 103 habitants en 2022, le département français du Morbihan se situe en 30e position sur le plan national.
En six ans, de 2015 à 2021, sa population s'est accrue de près de 23 900 unités, c'est-à-dire de plus ou moins 4 000 personnes par an. Mais cette variation est différenciée selon les 249 communes que comporte le département.
La densité de population du Morbihan, 113,7 habitants par kilomètre carré en 2022, est supérieure à celle de la France entière qui est de 107,1 hab./km2 pour la même année.

## Évolution démographique du département du Morbihan
En 2022, le département comptait 776 103 habitants, en évolution de +3,82 % par rapport à 2016 (France hors Mayotte : +2,11 %).
| 1791 | 1801    | 1806    | 1821    | 1826    | 1831    | 1836    | 1841    | 1846    |
| ---- | ------- | ------- | ------- | ------- | ------- | ------- | ------- | ------- |
| -    | 401 215 | 403 423 | 416 224 | 427 453 | 433 522 | 449 743 | 447 898 | 472 773 |

| 1851    | 1856    | 1861    | 1866    | 1872    | 1876    | 1881    | 1886    | 1891    |
| ------- | ------- | ------- | ------- | ------- | ------- | ------- | ------- | ------- |
| 478 172 | 473 932 | 486 504 | 501 084 | 490 352 | 506 573 | 521 614 | 535 256 | 544 470 |

| 1896    | 1901    | 1906    | 1911    | 1921    | 1926    | 1931    | 1936    | 1946    |
| ------- | ------- | ------- | ------- | ------- | ------- | ------- | ------- | ------- |
| 552 028 | 563 468 | 573 152 | 578 400 | 546 047 | 543 175 | 537 528 | 542 248 | 506 884 |

| 1954    | 1962    | 1968    | 1975    | 1982    | 1990    | 1999    | 2006    | 2011    |
| ------- | ------- | ------- | ------- | ------- | ------- | ------- | ------- | ------- |
| 520 966 | 530 833 | 540 474 | 563 588 | 590 889 | 619 838 | 643 873 | 694 821 | 727 083 |

| 2016    | 2021    | 2022    | - | - | - | - | - | - |
| ------- | ------- | ------- | - | - | - | - | - | - |
| 747 548 | 768 687 | 776 103 | - | - | - | - | - | - |

## Population par divisions administratives

### Arrondissements
Le département du Morbihan comporte trois arrondissements. La population se concentre principalement sur l'arrondissement de Lorient, qui recense 42 % de la population totale du département en 2022, avec une densité de 221,2 hab./km2, contre 38 % pour l'arrondissement de Vannes et 20 % pour celui de Pontivy.
| Arrondissement  | Population(2022) | Variation(2022/2016)                       | Superficie(km2) | Densité(hab./km2) |
| --------------- | ---------------- | ------------------------------------------ | --------------- | ----------------- |
| Lorient         | 323 308          | en évolution de +3,6 % par rapport à 2016  | 1 461,8         | 221,2             |
| Vannes          | 295 698          | en évolution de +5,62 % par rapport à 2016 | 2 416,2         | 122,4             |
| Pontivy         | 157 097          | en évolution de +1,01 % par rapport à 2016 | 2 944,6         | 53,4              |
| Source : Insee. |                  |                                            |                 |                   |

### Communes de plus de10 000 habitants
Sur les 249 communes que comprend le département du Morbihan, 107 ont en 2021 une population municipale supérieure à 2 000 habitants, 35 ont plus de 5 000 habitants, neuf ont plus de 10 000 habitants et deux ont plus de 25 000 habitants : Lorient et Vannes.
Les évolutions respectives des communes de plus de 10 000 habitants sont présentées dans le tableau ci-après.
| Commune         | Population(2022) | Variation(2022/2016)                       | Superficie(km2) | Densité(hab./km2) |
| --------------- | ---------------- | ------------------------------------------ | --------------- | ----------------- |
| Lorient         | 58 202           | en évolution de +1,62 % par rapport à 2016 | 17,48           | 3 329,6           |
| Vannes          | 54 955           | en évolution de +3,26 % par rapport à 2016 | 32,3            | 1 701,4           |
| Lanester        | 23 188           | en évolution de +3,52 % par rapport à 2016 | 18,37           | 1 262,3           |
| Ploemeur        | 18 873           | en évolution de +5,37 % par rapport à 2016 | 39,72           | 475,2             |
| Hennebont       | 15 831           | en évolution de +1,35 % par rapport à 2016 | 18,57           | 852,5             |
| Pontivy         | 14 547           | en évolution de +0,39 % par rapport à 2016 | 24,85           | 585,4             |
| Auray           | 14 417           | en évolution de +5,49 % par rapport à 2016 | 6,91            | 2 086,4           |
| Guidel          | 12 236           | en évolution de +7,45 % par rapport à 2016 | 52,29           | 234               |
| Saint-Avé       | 12 173           | en évolution de +7,33 % par rapport à 2016 | 26,09           | 466,6             |
| Source : Insee. |                  |                                            |                 |                   |

## Structures des variations de population

### Soldes naturels et migratoires depuis 1968
La variation moyenne annuelle est positive depuis les années 1970, passant de 0,6 à 0,5 %.
Le solde naturel annuel qui est la différence entre le nombre de naissances et le nombre de décès enregistrés au cours d'une même année, a baissé, passant de 0,5 à −0,2 %. La baisse du taux de natalité, qui passe de 17,3 à 9 ‰, n'est en fait pas compensée par une baisse du taux de mortalité, qui parallèlement passe de 12,4 à 11,2 ‰.
Le flux migratoire reste positif sur la période courant de 1968 à 2021. Le taux annuel croît, passant de 0,1 à 0,8 %.
| Indicateurs démographiques                       | 1968 à1975 | 1975 à1982 | 1982 à1990 | 1990 à1999 | 1999 à2010 | 2010 à2015 | 2015 à2021 |
| ------------------------------------------------ | ---------- | ---------- | ---------- | ---------- | ---------- | ---------- | ---------- |
| Variation annuelle moyenne de la population en % | 0,6        | 0,7        | 0,6        | 0,4        | 1,0        | 0,6        | 0,5        |
| - due au solde naturel en %                      | 0,5        | 0,3        | 0,2        | 0,1        | 0,1        | 0,0        | -0,2       |
| - due au solde apparent des entrées sorties en % | 0,1        | 0,4        | 0,4        | 0,3        | 0,9        | 0,6        | 0,8        |
| Taux de natalité en ‰                            | 17,3       | 14,6       | 13,5       | 11,7       | 11,7       | 10,7       | 9,0        |
| Taux de mortalité en ‰                           | 12,4       | 11,7       | 11,2       | 10,4       | 10,3       | 10,4       | 11,2       |
| Source : Insee.                                  |            |            |            |            |            |            |            |

### Mouvements naturels sur la période 2014-2022
En 2014, 7 554 naissances ont été dénombrées contre 7 637 décès. Le nombre annuel des naissances a diminué depuis cette date, passant à 6 766 en 2022, indépendamment à une augmentation, mais relativement faible, du nombre de décès, avec 9 540 en 2022. Le solde naturel est ainsi négatif et diminue, passant de -83 à −2 774.
Pour des raisons techniques, il est temporairement impossible d'afficher le graphique qui aurait dû être présenté ici.

## Densité de population
La densité de population est en croissance depuis 1968.
En 2021, la densité était de 112,7 hab./km2.
| 1968 |  | 79.2 |  |

| 1975 |  | 82.6 |  |

| 1982 |  | 86.6 |  |

| 1990 |  | 90.9 |  |

| 1999 |  | 94.4 |  |

| 2010 |  | 105.8 |  |

| 2015 |  | 109.2 |  |

| 2021 |  | 112.7 |  |

## Répartition par sexes et tranches d'âges
La population du département est plus âgée qu'au niveau national.
En 2021, le taux de personnes d'un âge inférieur à 30 ans s'élève à 30,3 %, soit en dessous de la moyenne nationale (35,1 %). À l'inverse, le taux de personnes d'âge supérieur à 60 ans est de 32,7 % la même année, alors qu'il est de 26,6 % au niveau national.
En 2021, le département comptait 372 890 hommes pour 395 797 femmes, soit un taux de 51,49 % de femmes, légèrement inférieur au taux national (51,61 %).
Les pyramides des âges du département et de la France s'établissent comme suit.
| Hommes | Classe d’âge | Femmes |
| ------ | ------------ | ------ |
| 0,8    | 90 ou +      | 2,2    |
| 8,5    | 75-89 ans    | 11,6   |
| 20,5   | 60-74 ans    | 21,6   |
| 20,6   | 45-59 ans    | 20     |
| 17     | 30-44 ans    | 16,3   |
| 15,5   | 15-29 ans    | 13     |
| 17,1   | 0-14 ans     | 15,2   |

| Hommes | Classe d’âge | Femmes |
| ------ | ------------ | ------ |
| 0,7    | 90 ou +      | 1,9    |
| 7,0    | 75-89 ans    | 9,5    |
| 16,6   | 60-74 ans    | 17,5   |
| 20,0   | 45-59 ans    | 19,5   |
| 18,8   | 30-44 ans    | 18,3   |
| 18,3   | 15-29 ans    | 16,7   |
| 18,6   | 0-14 ans     | 16,7   |

## Répartition par catégories socioprofessionnelles
La catégorie socioprofessionnelle des retraités est surreprésentée par rapport au niveau national. Avec 34,5 % en 2021, elle est 7,7 points au-dessus du taux national (26,8 %). La catégorie socioprofessionnelle des cadres et professions intellectuelles supérieures est quant à elle sous-représentée par rapport au niveau national. Avec 6,5 % en 2021, elle est 3,6 points en dessous du taux national (10,1 %).
| Catégorie socioprofessionnelle                    | 2015    | 2015 | 2021    | 2021 | Détails de l'année 2021 | Détails de l'année 2021 | Détails de l'année 2021            | Détails de l'année 2021            | Détails de l'année 2021            |
| Catégorie socioprofessionnelle                    | Nb      | %    | Nb      | %    | Hommes                  | Femmes                  | Part en % de la population âgée de | Part en % de la population âgée de | Part en % de la population âgée de |
| Catégorie socioprofessionnelle                    | Nb      | %    | Nb      | %    | Hommes                  | Femmes                  | 15 à 24 ans                        | 25 à 54 ans                        | 55 ans ou +                        |
| ------------------------------------------------- | ------- | ---- | ------- | ---- | ----------------------- | ----------------------- | ---------------------------------- | ---------------------------------- | ---------------------------------- |
| Agriculteurs exploitants                          | 7 990   | 1,3  | 6 832   | 1,1  | 5 045                   | 1 787                   | 0,1                                | 1,7                                | 0,7                                |
| Artisans, commerçants, chefs d'entreprise         | 24 315  | 4,0  | 26 521  | 4,1  | 17 604                  | 8 917                   | 0,7                                | 7,2                                | 2,3                                |
| Cadres et professions intellectuelles supérieures | 35 999  | 5,9  | 42 116  | 6,5  | 23 899                  | 18 217                  | 1,6                                | 11,9                               | 3,2                                |
| Professions intermédiaires                        | 77 893  | 12,7 | 84 453  | 13,1 | 38 803                  | 45 650                  | 7,6                                | 24,8                               | 4,3                                |
| Employés                                          | 94 373  | 15,4 | 91 819  | 14,2 | 21 311                  | 70 508                  | 15,6                               | 23,9                               | 5,5                                |
| Ouvriers                                          | 86 433  | 14,1 | 83 997  | 13,0 | 64 970                  | 19 028                  | 15,6                               | 22,3                               | 4,4                                |
| Retraités                                         | 206 162 | 33,6 | 222 317 | 34,5 | 101 186                 | 121 130                 | 0,0                                | 0,3                                | 72,8                               |
| Autres personnes sans activité professionnelle    | 81 177  | 13,2 | 87 049  | 13,5 | 36 931                  | 50 118                  | 58,8                               | 7,9                                | 6,9                                |
| Ensemble                                          | 614 342 | 100  | 645 103 | 100  | 309 748                 | 335 356                 | 100                                | 100                                | 100                                |
| Sources : Insee,.                                 |         |      |         |      |                         |                         |                                    |                                    |                                    |